# فلورنسا كاربنتر ديودونيه
فلورنسا كاربنتر ديودونيه (بالإنجليزية: Florence Carpenter Dieudonné)‏ (25 سبتمبر 1850 في الولايات المتحدة - 17 أبريل 1927، سان فرانسيسكو في الولايات المتحدة)؛ كاتِبة وروائية أمريكية.